# Senada
Senada  (in arabo سنادة‎?) è un centro abitato e comune rurale del Marocco situato nella provincia di Al-Hoseyma, regione di Tangeri-Tetouan-Al Hoceima. Conta una popolazione di 9 176 abitanti (censimento 2014).